# برنامج "STI" الطبي
تساعد المداخلات المستهدفة للعرض الطبيب في تحديد أكثر أعراض الاكتئاب إشكاليةً (كالمزاج المكتئب والأرق والقلق واجترار الأفكار والتهيجية والتفكير السلبي والعزلة الاجتماعية)، ليجتمع الطبيب والمريض بعد ذلك على معالجة هذا العرض باستخدام تقنيات معرفية وسلوكية وعقلانية مختارة باستخدام المداخلات المستهدفة للعرض المستندة إلى أدلة. ينصب التركيز عامةً على جعل المداخلات مختصرة بسبب الحدود الزمنية التي يضعها إطار الرعاية الصحية الأولية فيما يخص علاج الصحة العقلية -على الرغم من ذلك، تعطي نماذج الرعاية التعاونية والعناية المتكاملة الأمل في تحسين وتوسيع خدمات الصحة العقلية في إطار الرعاية الصحية الأولية.
يصبح المريض أكثر انخراطًا في علاجه وأكثر تقيدًا بتوصيات الأطباء عندما يتعلم مهارات المجاراة أو التأقلم أو المسايرة بشكل أفضل.
توفر المداخلات المستهدفة للعرض للعاملين الاجتماعيين طرقًا لاكتشاف نقاط القوة والأدوات السريرية اللازمة لمواصلتهم العمل مع المرضى المقاومين. يتعلم الأطباء طريقة مقاربة دقيقة لجميع المرضى عبر هذه الطريقة حتى في حالة المرضى الذين يقاومون المساعدة. وفي هذا الشأن يقول الأطباء بأنهم يصبحون أكثر رغبةً في مقاربة الحالات الصعبة عوضًا عن تجنبها بعد تعلمهم أسلوب المداخلات المستهدفة للعرض.

## المنشأ
أُنشِئ نظام المداخلات المستهدفة للعرض في عام 2009 من قبل الأخصائية الاجتماعية السريرية المرخصة ميليسا مكول لإعطاء الأطباء مجموعة من الأدوات اللازمة لمساعدة المرضى الذين يعانون من الاكتئاب، والذين لا يستطيعون أو لا يسعون للعلاج النفسي. وضعت مكول هذه الطريقة لمساعدة المرضى الذين يعانون من الداء الكلوي الانتهائي؛ إذ غالبًا ما يعاني هؤلاء المرضى من الاكتئاب كما في العديد من الأمراض المزمنة الأخرى. تشير الدراسات إلى وجود نسبة تقدر بنحو 25% من مرضى غسيل الكلى تعاني من الاكتئاب السريري و35% على الأقل تعاني من الأعراض المؤهبة للاكتئاب. بالإضافة إلى ذلك، لا يسعى العديد من المرضى الذين يعانون من الاكتئاب العقلي والجسدي إلى العلاج، وذلك يعود لمجموعة متنوعة من الأسباب. ويبدو أن استخدام نظام المداخلات المستهدفة للعرض مع مرض القصور الكلوي الانتهائي يحمل نتائج واعدة.
يستند فكر المداخلات المستهدفة للعرض إلى نظرية النظم التي تعتبر النظام مجموعة من الأجزاء التفاعلية والمستقلة؛ فإذا كان الاكتئاب عبارة عن نظام يتكون من عدة أعراض، فبتحسن أحد الأعراض سيتحول المسار الكامل للحلقة الاكتئابية. وعلى ذلك، ترتبط المداخلات المستهدفة للعرض بنظرية النظم لبوين وديناميكياتها التفاعلية. يركز المريض والطبيب باستخدام المداخلات على عنصر واحد أو عرض واحد، ما يساعد المريض على تجنب الشعور بالإرهاق بسبب المشاكل المتعددة، والعملية المعاكسة سارية المفعول أيضًا؛ فقد يكون الأطباء تائهين بأعراض مرضاهم المتعددة، وتساعدهم هذه الطريقة على تنظيم أفكارهم.
يبقى المثلث المعرفي أساسيًا في هذا النوع من المقاربات، إذ يوضح ذلك كيفية ترابط واعتماد أفكار الفرد ومشاعره وسلوكياته مع وعلى بعضها البعض، فإذا تغير السلوك تتغير الأفكار والمشاعر، وإذا تغير الفكر تتغير السلوكيات والمشاعر.
توسع مجال استخدام المداخلات المستهدفة للعرض لدعم مرضى الأمراض المزمنة في العيادات الخارجية أو المستشفيات أو دور رعاية المسنين أو مراكز إعادة التأهيل. تستخدم كايزر بيرمنينت المداخلات المستهدفة للعرض كطريقة علاج رئيسية في دراستها للرعاية التعاونية.

## التأثير
أشارت مراجعة لعلاج القلق والاكتئاب لدى مرضى غسيل الكلى إلى المداخلات المستهدفة للعرض كوسيلة اقتصادية لتخفيف الاكتئاب باستخدام مداخلات قصيرة في العيادة. أشارت المراجعة التي درست مقاييس جودة الحياة لدى المرضى الذين يعانون من القصور الكلوي الانتهائي إلى أن الأساليب التي تستخدمها المداخلات المستهدفة للعرض واعدة ومثمرة. احتلت المداخلات المستهدفة للعرض مكانها في قائمة أفضل الممارسات المستخدمة في كشف وتدبير الاكتئاب لدى مرضى غسيل الكلى، وذلك في مراجعة جرت عام 2013.
وفي مقال نُشِرَ عام 2014 حول الطرق التي يمكن بها للعاملين الاجتماعيين تخفيف أعباء المرضى المصابين بأمراض مزمنة وتعليمهم التعامل بفعالية مع التحديات العاطفية التي تواجههم، يصف الأستاذ المشارك في كلية العمل الاجتماعي في جامعة مينيسوتا جوزيف ميرغي المداخلات المستهدفة للعرض بأنها: «نهج مبتكر وموجز يركز على المريض ويستخدم تقنيات وأساليب معرفية وسلوكية وذهنية معدلة ليتقبلها المريض وتصله بسهولة وإيجاز»، ويضيف مؤلف المقال أن أسلوب المداخلات المستهدفة للعرض أصبح مستخدمًا من قبل كبار مزودي غسيل الكلى، وأنه أصبح معيارًا من معايير الرعاية.
يستخدم الأخصائيون الاجتماعيون الطبيون المداخلات المستهدفة للعرض في عدة مواضع وفي جميع أنحاء الولايات المتحدة، وحققوا في ذلك نتائج إيجابية هامة. ولهذا تُجرى تدريبات في جميع أنحاء البلاد لتعليم العاملين في المجال الاجتماعي تقنيات المداخلات المستهدفة للعرض بقيادة مكول وزملائها، وكذلك من خلال ندوات عبر الإنترنت. وجد الأخصائيون الاجتماعيون في الأمراض الكلوية الذين شاركوا في دراسة أجريت عام 2014 أن التدريب عبر الإنترنت مفيد جدًا، ويرغبون باستمراره.
يستخدم الأطباء ومنظمات الرعاية المسؤولة المداخلات المستهدفة للعرض في تدبير الصحة العامة للسكان وفي الرعاية المتكاملة والرعاية المزمنة. توفر المداخلات المستهدفة للعرض المناهج والتدريب وأدوات التقييم السريري وخطط العلاج لهذه المنظمات باستخدام مداخلات مدتها 20 دقيقة بشكل يتوافق مع خطط الرعاية النفسية والاجتماعية.